# Реструктуризация предприятия
Реструктуриза́ция предприя́тия — целенаправленное изменение структуры компании и входящих в неё элементов, которые формируют её бизнес, в связи с воздействиями, оказываемыми факторами внешней или внутренней среды.
В процессе реструктуризации может происходить совершенствование системы управления предприятием, изменение финансово-экономической политики, операционной деятельности, систем маркетинга, сбыта и управления персоналом.

## Виды реструктуризации
Реструктуризация, зависящая от целевых установок и стратегии предприятия, может быть оперативной или стратегической. В зависимости от количества структурных изменений существует комплексная и частичная реструктуризация.
- Оперативная реструктуризация означает существенное изменение структуры компании, преследующее такие цели как возможность финансового оздоровления или улучшения платежеспособности компании.
- Стратегическая реструктуризация также приводит к изменениям в структуре компании, но в первую очередь направлена на улучшение привлекательности компании для инвесторов, расширение её внешнего финансирования, а также повышение стоимости самой компании.
- Комплексная реструктуризация в основном проводится в несколько этапов, постепенно затрагивая все элементы компании.
- Частичная реструктуризация вносит изменения лишь в один или несколько элементов предприятия.

## Задачи реструктуризации
- Защита имущественных интересов владельцев бизнеса и построение эффективной системы правового контроля;
- Обеспечение безопасности бизнеса (защита от недружественного поглощения);
- Построение эффективной структуры компании / группы компаний в соответствии со стратегией развития;
- Оптимизация бизнес-процессов;
- Эффективное использование ресурсов (материальных, интеллектуальных и др.);
- Снижение вероятности банкротства;
- Оптимизация налогообложения и финансовых потоков;
- Увеличение прибыльности бизнеса;
- Освобождение бизнеса от неликвидных активов.

## Предпосылки
- Разные рынки и потребители;
- Разное техническое, технологическое и финансовое состояние производства продукции;
- Разная степень конкурентоспособности производств и товаров;
- Разная степень инвестиционной привлекательности;
- Разный уровень качества продукции.[2]

## Направления реструктуризации предприятия
Выбор конкретных видов реструктурирования зависит от конкретных внутренних возможностей и интересов самого предприятия, а также от внешних условий, характеризующих данную ситуацию.
Можно выделить три основных направления реструктурирования предприятий:
1. Изменение масштаба (сферы деятельности) предприятия;
2. Изменение внутренней структуры предприятия;
3. Изменение структуры собственности, капитала и корпоративного контроля

### 1. Изменение масштаба предприятия
Изменение масштаба предприятия может происходить как при его увеличении, так и при уменьшении.
Увеличение масштаба (в том числе расширение сферы деятельности) предприятия как особый тип реструктурирования может быть осуществлено путём слияния, поглощения присоединения другого предприятия (или нескольких предприятий), путём консолидации или покупки имущества другого предприятия, путём создания совместного предприятия (в том числе и с иностранным участием), путём покупки другого предприятия или имущества другого предприятия, путём аренды или лизинга имущества.
Уменьшение масштаба предприятия как отдельный тип реструктурирования может быть осуществлено путём разделения предприятия на отдельные финансово-самостоятельные подразделения или отдельные мелкие предприятия, выделения каких-либо служб или производств, путём продажи имущества предприятия, сокращения собственного капитала, сдачи имущества в аренду, создания дочерних предприятий, передачи имущества другому предприятию безвозмездно или в зачет обязательств, консервации имущества, ликвидации самого предприятия или части его имущества.

### 2. Изменение внутренней структуры предприятия
Изменение внутренней структуры предприятия может производиться за счёт изменения производственной и организационной структуры предприятия.
Данное направление предусматривает, что из действующего предприятия выделяется одно или несколько структурных подразделений и на базе их имущества создаются новые предприятия.
Организационная реструктуризация — это комплекс мер, направленных на приближение размеров предприятия и его подразделений к требованиям конкурентной рыночной среды. Такая задача стояла перед всеми странами с переходной экономикой, получившими от социализма сверхконцентрированное и монополизированное хозяйство.

### 3. Изменение структуры собственности
Изменение состава и структуры собственности, капитала и корпоративного контроля предприятий выражается в:
- Изменениях состава и структуры собственников (пайщиков, акционеров). Осуществляется путём преобразования предприятия, его продажи или продажи долей, акций, путём приватизации и путём банкротства предприятия
- Изменениях состава и структуры собственности (активов и пассивов). Осуществляется путём покупки и продажи активов и пассивов предприятия
- Реструктурировании задолженностей предприятий

Интеграция предприятий бывает двух типов:
- Горизонтальная интеграция — объединение предприятий, которые производят одинаковый тип товаров или предоставляют одинаковые услуги
- Вертикальная интеграция  — объединение какого-либо предприятия с его поставщиком сырья или потребителем его продукции. Существует несколько форм вертикальной интеграции.
- Корпоративный толлинг. При использовании системы корпоративного толлинга права материнской компании на сырье, полуфабрикаты и готовую продукцию являются необходимым условием существования данной схемы.
- Франчайзинг. При использовании системы франчайзинга компания представляет собой систему организационных структур производства и управления, обеспечивающих совместную деятельность с партнером на договорной (контрактной) основе.

Присоединение одного предприятия к другому означает, что к последнему переходят имущество, права и обязанности первого предприятия. Новое предприятие вследствие такой реорганизации не возникает. 